# SPA Dovunque 35
Lo SPA 35 è un autocarro leggero fuoristrada, prodotto in Italia ed impiegato da Regio Esercito e Regia Aeronautica durante la seconda guerra mondiale e dall'Esercito Italiano nel dopoguerra.

## Storia

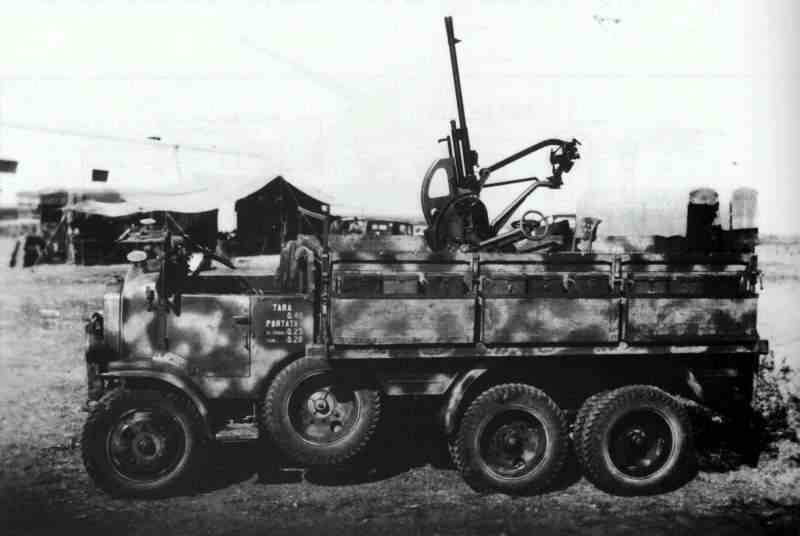
Mitragliera Breda 20/65 Mod. 1935 installata su un Dovunque 35 del 42º Reggimento artiglieria, 61ª Divisione fanteria "Sirte".

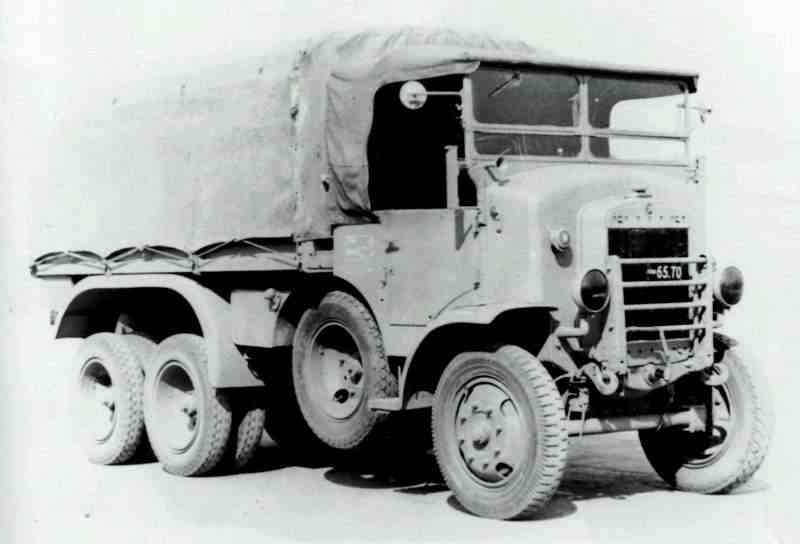
Dovunque 35 nella livrea coloniale.

Nel 1935 la Fiat modificò il suo Fiat Dovunque 33 rimediando alle criticità emerse durante la Guerra d'Etiopia. In settembre il prototipo del nuovo Dovunque viene presentato al Centro Studi della Motorizzazione del Regio Esercito. Il mezzo viene accolto positivamente e nel 1936 la Fiat affidò ad una sua controllata, la SPA, la produzione dello SPA Dovunque 35. Una versione con cabina chiusa venne acquisita anche dalla Regia Aeronautica.
Ricevette il battesimo del fuoco nella Guerra civile spagnola. Allo scoppio della seconda guerra mondiale, fu massicciamente impiegato, assegnato principalmente alle unità operanti in Africa settentrionale italiana, teatro per il quale era stato progettato, e sul fronte russo. Venne impiegato principalmente per il traino di artiglierie leggere, ma venne costruito in numerose altre versioni speciali.
Dopo l'Armistizio di Cassibile, la produzione del mezzo continuò anche sotto il controllo dei tedeschi con 307 esemplari, destinati alla Wehrmacht. La produzione continuerà fino al 1948 per l'Esercito Italiano, che lo manterrà in linea fino al 1950.
Nel 1941 la SPA aveva sviluppato ulteriormente il progetto, realizzando il SPA Dovunque 41, prodotto sia in versione autocarro fuoristrada pesante che in versione trattore d'artiglieria pesante.

## Tecnica
Il telaio e carrozzeria rimangono sostanzialmente quelle del Fiat Dovunque 33. I miglioramenti riguardarono soprattutto la motorizzazione, con la sostituzione dell'originale 122B da 46 hp con il più potente Fiat-SPA 18T a benzina a 4 cilindri da 4053 cm³, erogante 55 hp a 2000 giri, che portava la velocità su strada a 60 km/h. Le sospensioni sono irrobustite. I freni sono uno idraulico a pedale, agente sulle sei ruote, ed uno a mano agente sulla trasmissione. Il peso a vuoto sale a 4530 kg ed il carico utile a 2500 kg. Le sponde in legno del cassone sono chiuse, a differenza del Dovunque 33 dove erano ad assi distanziati.

## Versioni
- versione base: cassone con 2500 kg di portata o 25 soldati equipaggiati.
- versione Regia Aeronautica: cabina chiusa rigida.
- versione autocannone: ottenuta con l'installazione (spesso sul campo) di una mitragliera Breda 20/65 Mod. 1935, per la protezione contraerea delle autocolonne.
- versione Torre d'osservazione mobile Mod. 41.
- versione Dovunque-Viberti Centro Radio: versione cabinata dalla Viberti, attrezzata con radio Magneti Marelli RF2 CA e R6[1], operante in onde lunghe, medie e corte, con raggio rispettivamente di 500, 1000 e 5000 km.
- versione Laboratorio Fotografico Mobile.
- versione SPA Dovunque 35 protetto: progettata nel 1941 e prodotta nel 1944.